# Ахметшин, Ягафар Ахметович
Ягафар Ахметович Ахметшин (1924—1945) — лейтенант Рабоче-крестьянской Красной Армии, участник Великой Отечественной войны, Герой Советского Союза (1945).

## Биография
Родился 4 ноября 1924 года в селе Кутлуево Асекеевского района Оренбургской области в крестьянской семье. По национальности татарин.
После окончания семи классов учился в педагогическом училище. В 1942 году Ахметшин был призван на службу в Рабоче-крестьянскую Красную Армию. В том же году окончил Краснохолмское военно - пехотное училище, после чего — на фронтах Великой Отечественной войны. К сентябрю 1944 года лейтенант Ахметшин командовал взводом 1348-го стрелкового полка 399-й стрелковой дивизии 48-й армии 1-го Белорусского фронта. Отличился во время боёв под городом Острув-Мазовецка (Польша).
3-4 сентября 1944 года, действуя в составе танкового десанта, взвод лейтенанта Ахметшина уничтожил группу противника численностью до роты, а также захватил три противотанковых орудия. 4 сентября 1944 года, во время форсирования реки Нарев, после выбытия из строя командира роты заменил его и в числе первых форсировал реку, после чего рота под командованием Ахметшина захватила траншеи противника.
16 января 1945 года был тяжело ранен и на следующий день умер в 154-м отдельном медико-санитарном батальоне 170-й стрелковой дивизии. Был похоронен в посёлке КарневоМакув-Мазовецкого уезда Варшавского воеводства. В послевоенное время воинское захоронение из Карнево было перенесено на советское воинское кладбище в город Макув-Мазовецкий (ул. Спортова).
Указом Президиума Верховного Совета СССР от 24 марта 1945 года лейтенант Ахметшин был посмертно удостоен высокого звания Героя Советского Союза с вручением ордена Ленина и медали «Золотая Звезда».
Был также награждён орденом Красной Звезды, медалью «За отвагу».

## Память
В годы Советской власти именем Героя называлась пионерская дружина школы села Кутлуево. В Кутлуевской средней школе оборудована памятная комната, где хранятся документы, рассказывающие о подвиге Героя. В селе установлен бронзовый бюст Я. А. Ахметшина.
4 ноября 2004 года проходили торжества, посвящённые 80-летию Ягфара Ахметшина. Была открыта памятная доска в доме-музее. 